# ان‌جی‌سی ۶۳۰
ان‌جی‌سی ۶۳۰ (انگلیسی: NGC 630) یک کهکشان بیضی شکل در صورت فلکی سنگتراش است. برآورد می‌شود که ۲۷۵ میلیون سال نوری از کهکشان راه شیری فاصله داشته باشد و قطر آن تقریباً ۱۲۵۰۰۰ سال نوری است. این کهکشان در ۲۳ اکتبر ۱۸۳۵ میلادی توسط اخترشناس انگلیسی جان هرشل کشف شد.